# Wilhelm Dörpfeld

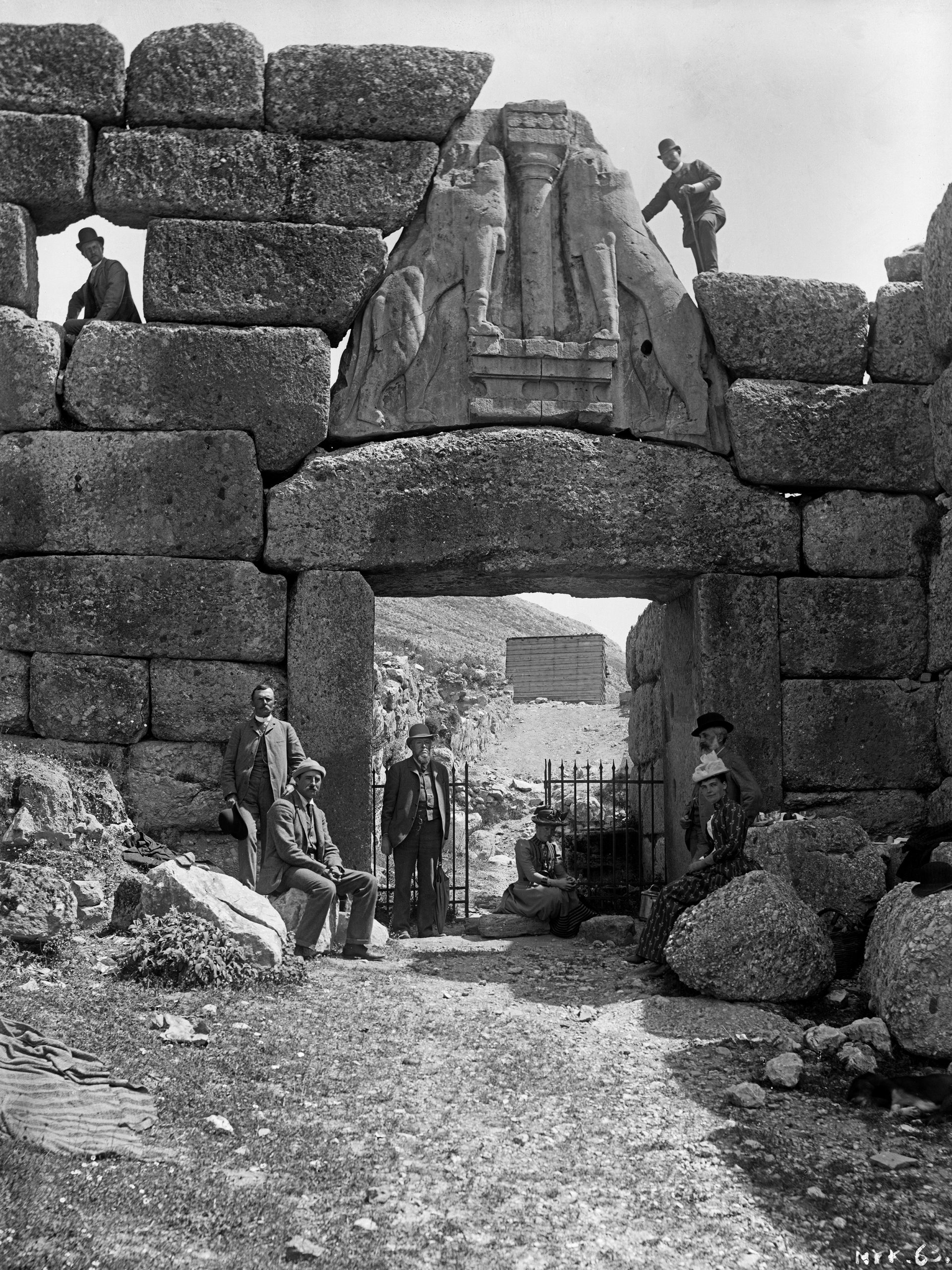
Wilhelm Dörpfeld devant la porte des Lions à Mycènes (1891)

Wilhelm Dörpfeld (ou Doerpfeld) (26 décembre 1853 - 25 avril 1940) est un architecte allemand, plus connu pour sa contribution à l'archéologie mycénienne et classique.

## Biographie
Wilhelm Dörpfeld, fils du pédagogue Friedrich Wilhelm Dörpfeld (de), est né à Barmen, actuellement faubourg de Wuppertal. En 1877, il devient assistant aux fouilles d'Olympie sous la direction de Richard Böhm, Friedrich Adler (architecte) (dont il épousa plus tard la fille) et Ernst Curtius. En 1882, il rejoint Heinrich Schliemann, qui fouillait alors à Troie. Il continua à travailler avec Schliemann à Tirynthe (1884-1885), prit part aux fouilles de l'Acropole d'Athènes (1885-1890), de Pergame (1900-1913) avec Alexander Conze, et de l'Agora d'Athènes, en 1931.
Dörpfeld participe à la seconde campagne des fouilles de Troie (1893-1894). Il estime alors que Heinrich Schliemann, en dégageant les couches supérieures de la colline, avait détruit une bonne partie de la cité de Priam.
La construction du musée archéologique d'Olympie lui est confiée en 1885.
En 1896, Dörpfeld fonde l'école allemande d'Athènes (de), plus tard nommée « Dörpfeld Gymnasium ».
Il est directeur de l'Institut allemand d'archéologie d'Athènes, de 1887 à 1912. Il meurt le 25 avril 1940 à Leucade. Il est enterré sur la péninsule dont la pointe est juste en face du village de Nydrí (côte est de Leucade), où il avait estimé que devait être situé le palais d'Ulysse.
Dörpfeld est considéré comme le pionnier de la méthode des fouilles stratigraphiques et des méthodes de documentation graphique en matière de projets archéologiques.

## Famille
Wilhelm Dörpfeld épouse Anne Adler (1860–1915), la fille de son professeur Friedrich Adler en 1883. Ils ont deux filles, Else (1883–1917) et Agnes (1886–1935) et un fils, Friedrich Gustav Richard (1892–1966).
Wilhelm Dörpfeld est l'oncle maternel de Hedwig von Rohden, pédagogue, fondatrice de la colonie de femmes Loheland et à l'origine de la Gymnastique Loheland (de).

## Publications
- [1896] (de) Das griechische Theater, 1896 (lire en ligne [sur digi.ub.uni-heidelberg.de]).
- [1902] (de) Troja und Ilion (2 vol.), 1902 (lire en ligne [sur digi.ub.uni-heidelberg.de]).
- [1914] (de) Olympia in römischer Zeit, 1914 (lire en ligne [sur digi.ub.uni-heidelberg.de]).
- [Dörpfeld & Goessler 1927] (de) Wilhelm Dörpfeld et Peter Goessler, Alt-Ithaka. Ein Beitrag zur Homer-Frage. Studien und Ausgrabungen auf der Insel Leukas-Ithaka, vol. 1 (2 vol., dont vol. 2), Münich, Richard Uhde, 1927, 399 p. (lire en ligne [PDF] sur digi.ub.uni-heidelberg.de).
- [1935] (de) Alt-Olympia (2 vol.), 1935.
- [1937–1939] (de) Alt-Athen und seine Agora (2 vol.), 1937–1939.